# Спомен-костурница и споменици у Осечини
Спомен-костурница у Осечини, седишту истоимене општине, налази се у непосредној близини старе и нове цркве, на узвишици, у склопу гробља. Саграђена је 2006. године ратницима Првог светског рата који су изгинули у борби на оближњим положајима, или умрли од епидемије тифуса која је харала овим крајем у зиму 1914—1915. године.
За време Првог светског рата, Подгорина је била позадина и под командом генерала Павла Јуришића Штурма. Становништво је помагало Церску битку тако што је допремало ратни материјал и превозећи рањенике, а Осечина је била један од центара лечења оболелих и рањених. Посмртни остаци војника су премештени из околних гробова приликом археолошких ископавања која су вршена током 2005. и 2006. године.
Приликом уређења парка из центра су измештена два споменика. Споменик борцима погинулим у Балканским ратовима и Првом светском рату се сада налази код цркве. Споменик партизанским борцима Другог светског рата се налази код аутобуске станице, као и спомен-чесма погинулим у ратовима 1991—1999. Према причама локалног становништва споменик су направили италијански војници – заробљеници. Из освете су рељефу на споменику који представља партизана у борбеној пози дали лик Мусолинија. 
На месту споменика из НОБ-а, у центру насеља се данас налази споменик браћи Недић, Глигорију и Димитрији, устаницима изгинулим на Боју на Чокешини, 1804. године.